# Dzierżoniów (comune rurale)
Dzierżoniów (fino al 1945 Reichenbach im Eulengebirge) è un comune rurale polacco del distretto di Dzierżoniów, nel voivodato della Bassa Slesia.
Ricopre una superficie di 142,05 km² e nel 2007 contava 9 372 abitanti.
Il capoluogo è Dzierżoniów, che non fa parte del territorio ma costituisce un comune a sé.